# Cem Yılmaz
Cem Yılmaz (IPA: /dʒem jɯlmaz/; Isztambul, 1973. április 23. –) népszerű török komikus, színész, karikaturista és forgatókönyvíró. Eleinte stand-up műsoraival vált népszerűvé, 2004-ben forgatott nagyszabású filmje, a G.O.R.A. révén pedig a filmszakmában is elismert művész lett. Rendkívüli humora miatt gyakran hívják különböző reklámfilmek készítéséhez. Stand-up műsorai olyan népszerűek, hogy például 2003-ban az emberek akár 250 millió lírát (kb. 40 000 forintot) is hajlandóak voltak fizetni egy jegyért.

## Karrierje
Cem Yılmaz Isztambul Kocamustafapaşa negyedében született, családja Sivasból származik. Egyetemi tanulmányai alatt a Leman nevű viccmagazinnak készített karikatúrákat. 1995-ben állt színpadra először saját stand-up showjával a Leman Kulturális Központban, majd jóval nagyobb közönség előtt a Beşiktaş Kulturális Központban.
Filmes karrierje 1998-ban kezdődött, amikor szerepet kapott a Herşey Güzel Olacak (Minden szép lesz) című filmben. Ezt követte a Vizontele, az Organize Işler és a Ramon. Igazi filmes sikert azonban a 2004-es sci-fi komédiával, a G.O.R.A.-val ért el, melyben nem csak a főszerepet játszotta, de a forgatókönyvet is ő maga írta. Érdekesség, hogy a filmben egyszerre két karaktert is alakít: a főhős szőnyegárus Arifot és a főgonosz Logar kapitányt. A Magyarországon DVD formátumban kapható filmet Törökországban összesen több mint 4 millióan látták, Törökországban 23 900 000 dolláros, Németországban 2 300 000 dolláros bevételt hozott.
2006-ban került a mozikba a Yılmaz által írt és rendezett Hokkabaz (Szemfényvesztő) című film, melynek főszerepét is ő játssza.
2008 januárjában kezdték el vetíteni a török mozik az A.R.O.G. című film előzetesét, a filmet 2009-ben mutatták be.
A színész-rendező-komikusnak saját produkciós cége van CMYLMZ Fikir Sanat néven.

## Munkássága

### Filmjei
- Herşey Güzel Olacak (1998)
- Bir tat bir doku (2001)
- Vizontele (2001)
- G.O.R.A. (2004/2005)
- Organize Işler (2005)
- Ramon (2005)
- Hokkabaz (2006)
- A.R.O.G (2009)
- Av Mevsimi (2010)
- Yahşi Batı (2010)
- Av Mevsimi (2010)
- Titokzatos társulat (Magnifica presenza) (2012)
- CM101MMXI Fundamentals (2013)
- Akihez beszél a föld (The Water Diviner) (2014)
- Pek Yakında (2014)
- Ali Baba ve 7 Cüceler (2015)
- İftarlık Gazoz (2016)
- Deli Aşk (2017)
- Arif v 216 (2018)

### Reklámszerepei
Cem Yılmaz két nagy márka arca Törökországban, az egyik a Doritos, a másik az olajóriás OPET, melynek reklámfilmjeiben a Magyarországon is népszerű, David Hasselhoff főszereplésével készült Knight Rider sorozatot parodizálja.